# The Lucky One (chanson)
Pour les articles homonymes, voir The Lucky One.
Chansons représentant l'Estonie au Concours Eurovision de la chanson
What Love Is
(2020) Hope
(2022)
The Lucky One est une chanson interprétée par Uku Suviste. 
Elle est sélectionnée pour représenter l'Estonie au Concours Eurovision de la chanson 2021, à l'issue de l'émission Eesti Laul 2021, diffusée le 6 mars 2021.